# North Kesteven
North Kesteven es un distrito no metropolitano del condado de Lincolnshire (Inglaterra). Fue constituido el 1 de abril de 1974 bajo la Ley de Gobierno Local de 1972 como una fusión del distrito urbano de Sleaford y los distritos rurales de East Kesteven y North Kesteven, todos ellos en el antiguo condado administrativo de Kesteven.

## Geografía
Según la Oficina Nacional de Estadística británica, North Kesteven tiene una superficie de 922,44 km².

## Demografía
Según el censo de 2001, North Kesteven tenía 94 024 habitantes (48,94% varones, 51,06% mujeres) y una densidad de población de 101,93 hab/km². El 19,39% eran menores de 16 años, el 72,29% tenían entre 16 y 74, y el 8,32% eran mayores de 74. La media de edad era de 40,75 años. 
Según su grupo étnico, el 98,9% de los habitantes eran blancos, el 0,47% mestizos, el 0,25% asiáticos, el 0,18% negros, el 0,14% chinos, y el 0,06% de cualquier otro. La mayor parte (95,78%) eran originarios del Reino Unido. El resto de países europeos englobaban al 2,31% de la población, mientras que el 0,4% había nacido en África, el 0,91% en Asia, el 0,37% en América del Norte, el 0,04% en América del Sur, el 0,15% en Oceanía, y el 0,03% en cualquier otro lugar. El cristianismo era profesado por el 82,4%, el budismo por el 0,1%, el hinduismo por el 0,09%, el judaísmo por el 0,05%, el islam por el 0,17%, el sijismo por el 0,05%, y cualquier otra religión por el 0,18%. El 10,86% no eran religiosos y el 6,1% no marcaron ninguna opción en el censo.
El 36,11% de los habitantes estaban solteros, el 49,52% casados, el 1,64% separados, el 5,92% divorciados y el 6,81% viudos. Había 38 870 hogares con residentes, de los cuales el 24,85% estaban habitados por una sola persona, el 6,95% por padres solteros con o sin hijos dependientes, el 66,93% por parejas (59% casadas, 7,93% sin casar) con o sin hijos dependientes, y el 1,26% por múltiples personas. Además, había 1402 hogares sin ocupar y 105 eran alojamientos vacacionales o segundas residencias.